# Кароль Модзелевський
Кароль Кирило Модзелевский (пол. Karol Cyryl Modzelewski; 23 листопада 1937, Москва — 28 квітня 2019, Варшава) — польський політик та історик-медієвіст. Дійсний член Польської академії наук. Активіст опозиційного руху в ПНР. Один із засновників і провідних ідеологів «Солідарності», автор цієї назви. Сенатор у 1989—1991 роках. Демократичний соціаліст.

## Біографія

### Дитинство
Народився в Москві. До 8 років не розмовляв польською. Рідний батько Кароля був репресований НКВС через кілька днів після народження сина. Мати Кароля, перекладачка Наталія Вільтер (1912-1992), в 1939 році зійшлася з польським комуністом Зигмунтом Модзелевським, який незадовго до того вийшов з ув'язнення.
Зигмунт Модзелевський був включений в систему прорадянських польських організацій і зробив дипломатичну кар'єру. З 1944 року він був послом польського комуністичного уряду в СРСР, з 1947 — міністром закордонних справ ПНР. Помер у 1954 році.

### Марксистський опозиціонер
Закінчив школу у Варшаві, вступив до Варшавського університету, де познайомився з Яцеком Куронем. Разом з Куронем створив студентський дискусійний клуб «Криве коло» неотроцькістського спрямування. У цій напівлегальній організації займався теоретичними розробками і встановленням контактів з робочою молоддю. Підтримав робітничі протестні виступи 1956 року.
У 1957 році вступив у ПОРП. Виключений в 1964 за «ревізіоністську пропаганду». Разом з Куронем написав «Відкритий лист до партії», різко критикував тоталітарно-сталіністські порядки з лівосоціалістичних позицій. Був відсторонений від наукової роботи в Інституті історії, в 1965 році засуджений до 3,5 року позбавлення волі. Умовно-достроково звільнений у серпні 1967 року.
За участь у заворушеннях березня 1968 знову був засуджений на 3,5 року. Відбув термін повністю. Після звільнення працював у вроцлавському Інституті історії матеріальної культури.
Погляди Кароля Модзелевского ґрунтувалися на ранньому марксизмі і являли собою своєрідний синтез неотроцькізму, лівої соціал-демократії та анархо-синдикалізму. Він був прихильником соціалістичної економіки, багатопартійної демократії і робітничого самоврядування. Брав активну участь у діяльності Комітету захисту робітників.

### Соціалістичний ідеолог «Солідарності»
У серпні 1980 року примкнув до страйкового руху. Саме Кароль Модзелевский запропонував для незалежної профспілки назву «Солідарність». Був одним з керівників профцентру у Вроцлаві та Нижній Сілезії.
Модзелевский розробляв концепції соціалізму самоврядування. Багато в чому під його впливом «Солідарність» декларувала прихильність соціалізму — незважаючи на потужну націонал-католицьку тенденцію. Модзелевский мав великий авторитет як ідеолог і теоретик, але не мав безпосереднього впливу на маси й не володів організаційними важелями.
У практичній політиці Модзелевский був прихильником поступового завоювання незалежною профспілкою панівних позицій у суспільстві. Намагався пом'якшити конфронтацію з владою, за що піддавався критиці радикальних антикомуністів. Розраховував на поступове вростання ПОРП у громадський рух. Водночас переконаний соціаліст Модзелевский піддавався особливо різкій критиці консервативного крила ПОРП і пропагандистського апарату СРСР як «перший в ряду найбільш затятих ворогів реального соціалізму». Жорстка ворожість влади до Модзелевскому пояснювалася саме соціалістичністю його поглядів, висуненням лівої альтернативи.
13 грудня 1981 Кароль Модзелевский був інтернований військовою владою. У вересні 1982 року заарештований за звинуваченням у спробі повалення режиму. Повинен був стати підсудним на політичному процесі, проте влада не зважилася його провести. Звільнений за амністією влітку 1984 року. Повернувся до наукової роботи в галузі історії Середніх віків.
У 1988—1989 підтримував переговорний процес круглого столу, який цілком збігався з його політичною концепцією 1980—1981 років. На виборах 4 червня 1989 обраний в сенат від Вроцлава.

### Лівоцентрист у новій Польщі
Влітку 1990 року брав участь у створенні руху Солідарність праці, влітку 1992 — партії Унія праці. Обидві організації стояли на позиціях демократичного соціалізму. За задумом Модзелевского, вони були покликані об'єднати тенденції «лівої пост-Солідарності» і «лівої пост-ПОРП».
«Солідарність праці» проіснувала два роки, Спілка праці існує донині. На парламентських виборах 1993 Союз праці отримав близько 7,3 % голосів і провів 41 депутата. У 1997, на тлі загального правого крену, партія втратила парламентське представництво. У 2001 зуміла повернутися в парламент, але всього 16 депутатами. З 2005 — знову поза парламентом. Союз праці співпрацює з Союзом демократичних лівих сил (колишня ПОРП) і ліволіберальним Рухом Януша Палікота. Ідейно-політична платформа характеризується як ліва соціал-демократія.
До 1995 року Кароль Модзелевский був почесним головою Спілки праці. Потім він надовго відійшов від практичної політики. У 2005 році Модзелевский працював у передвиборчому штабі кандидата в президенти Влодзімежа Чимошевича, колишнього функціонера ПОРП.

## Наука і світогляд
У 1990 році Кароль Модзелевский здобув вчене звання професора Інституту історії. Працював в Інституті історії Вроцлавського університету. З грудня 2006 року — віце-президент Польської академії наук.
Має високий авторитет у міжнародному співтоваристві істориків і соціологів. Спеціалізується на варварському періоді раннього Середньовіччя. Прихильник мультикультуралізму, обґрунтовує цю політичну доктрину традиціями дохристиянської Європи.
Кароль Модзелевский належить до лівого флангу польської політики і лівим напрямком політичної думки. Він є яскравим представником європейської соціалістичної інтелігенції XX століття. Його розрив з комунізмом був зумовлений не тільки особистим і сімейним досвідом зіткнення з СРСР, але і певним прочитанням марксизму — як ідеології прогресу, несумісного з догматизмом і диктатурою. Марксистські елементи у світогляді Модзелевского визначили і його соціал-демократичну позицію в сучасній Польщі.